# 斯科特鎮區 (阿肯色州密西西比縣)
斯科特鎮區（英語：Scott Township）是位於美國阿肯色州密西西比縣的一個行政鎮區。

## 地方資料
斯科特鎮區的面積為101.39平方千米，當中陸地面積為100.78平方千米，而水域面積為0.61平方千米。根據2010年美國人口普查的數據，當地共有人口555人，而人口密度為每平方千米5.47人。